# Medaura jobrensis
Medaura jobrensis är en insektsart som beskrevs av Brock och Nicolas Cliquennois 200. Medaura jobrensis ingår i släktet Medaura och familjen Phasmatidae. Inga underarter finns listade i Catalogue of Life.